# Opuszczenie (filozofia)
Opuszczenie – termin funkcjonujący w filozofii egzystencji, oznaczający w niej brak źródeł wartości moralnych przekraczających poszczególne jednostki ludzkie.
Według Sarte'a człowiek jest opuszczony – jego istnienie otoczone jest przez nicość, nie ma on się na czym oprzeć, ponieważ nie istnieje Bóg ani żadna zewnętrzna etyka, która mogłaby określać, jak ma postępować. Człowiek nie znajduje oparcia także w samym w sobie, w związku z czym jest całkowicie wolny. Wolność ta ma jednak postać wolności tragicznej, jako że oznacza zarazem właśnie brak możliwości odniesienia się do jakichkolwiek reguł postępowania.
Człowiek jest pozostawiony sam sobie w obcym i wrogim świecie bez Boga – według Sartre’a oznacza to, że musi on umieć zmierzyć się z ostatecznymi konsekwencjami tego stanu rzeczy, tj. osiągnąć w swoim postępowaniu autentyczność. Według wielu interpretatorów koncepcja opuszczenia jest więc transpozycją etyki Immanuela Kanta, który odrzuca heteronomiczne koncepcje wartości na rzecz koncepcji autonomii woli.